# (5264) Телеф
(5264) Телеф (лат. Telephus, др.-греч. Τήλεφος) — типичный троянский астероид Юпитера, движущийся в точке Лагранжа L4, в 60° впереди планеты. Астероид был открыт 17 мая 1991 года американскими астрономами Кэролин и Юджином Шумейкерами в Паломарской обсерватории и назван в честь Телефа, одного из героев Троянской войны.

Орбита астероида Телеф и его положение в Солнечной системе
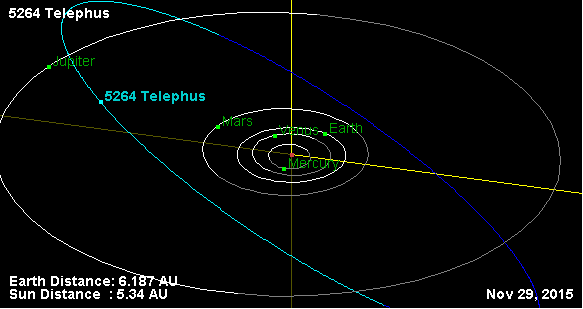
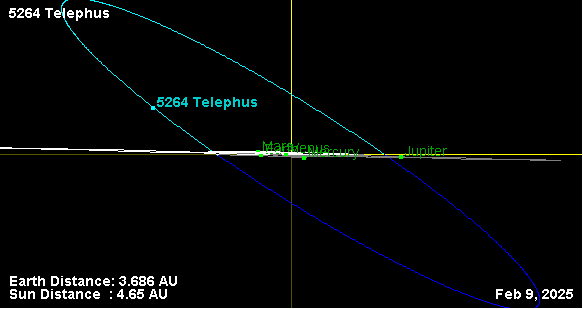

Фотометрические наблюдения, проведённые в 1994 году, позволили получить кривые блеска этого тела, из которых следовало, что период вращения астероида вокруг своей оси равняется 9,518 ± 0,013 часам, с изменением блеска по мере вращения 0,34 ± 0,02 m.